# World Professional Darts Championship 2002
De Embassy World Professional Darts Championship 2002 was de 25e editie van het internationale dartstoernooi World Professional Darts Championship en werd gehouden van 5 januari 2002 tot en met 13 januari 2002 in het Engelse Frimley Green. De World Professional Darts Championship kan worden gezien als het wereldkampioenschap voor de British Darts Organisation, BDO, een van de twee toonaangevende dartsbonden in de wereld. Hierdoor is dit toernooi het belangrijkste toernooi dat onderdeel uitmaakt van diezelfde BDO.
Het vrouwentoernooi, dat vorig jaar voor het eerst gehouden is, werd uitgebreid van 4 naar 8 deelnemers.

## Prijzengeld

### Mannen
Het totale prijzengeld bedroeg £197.000,- (plus £52.000 voor een 9-darter (niet gewonnen)) en was als volgt verdeeld:
| Plaats                | Prijzengeld |
| --------------------- | ----------- |
| Winnaar               | £48.000     |
| Runner-up             | £24.000     |
| Halvefinalist         | £10.500     |
| Kwartfinalist         | £5.500      |
| 2e ronde              | £4.000      |
| 1e ronde              | £2.650      |
| Niet-gekwalificeerden | £1.200      |

Degene met de hoogste check-out (uitgooi) kreeg £2.000:
- 170 - Mervyn King £2.000

### Vrouwen
Het totale prijzengeld bedroeg £?,- (plus £12.000 voor een 9-darter (niet gewonnen)) en was als volgt verdeeld:
| Plaats        | Prijzengeld |
| ------------- | ----------- |
| Winnaar       | £4.000      |
| Runner-up     | £2.000      |
| Halvefinalist | £1.000      |
| Kwartfinalist | £500        |
| ?             | £300        |

## Alle wedstrijden

### Mannen

#### Eerste ronde (best of 5 sets)
| Colin Monk            | Engeland   | - | Tony O'Shea           | Engeland  | 3 - 2 |
| John Walton           | Engeland   | - | Andy Fordham          | Engeland  | 3 - 0 |
| Stefan Nagy           | Zweden     | - | Gary Anderson         | Schotland | 3 - 0 |
| Wayne Mardle          | Engeland   | - | Davy Richardson       | Engeland  | 3 - 0 |
| Erik Clarys           | België     | - | Andree Welge          | Duitsland | 3 - 1 |
| Raymond van Barneveld | Nederland  | - | Bobby George          | Engeland  | 3 - 1 |
| Mensur Suljović       | Oostenrijk | - | Vincent van der Voort | Nederland | 3 - 2 |
| Mervyn King           | Engeland   | - | Russell Stewart       | Australië | 3 - 1 |
| Steve Coote           | Engeland   | - | Markus Korhonen       | Zweden    | 3 - 1 |
| Martin Adams          | Engeland   | - | Peter Johnstone       | Engeland  | 3 - 0 |
| Wayne Jones           | Engeland   | - | Tony Eccles           | Engeland  | 3 - 2 |
| Ted Hankey            | Engeland   | - | Jarkko Komula         | Finland   | 3 - 2 |
| Co Stompé             | Nederland  | - | Mike Veitch           | Schotland | 3 - 0 |
| Bob Taylor            | Schotland  | - | John Ferrell          | Engeland  | 3 - 0 |
| Tony David            | Australië  | - | Ritchie Davies        | Wales     | 3 - 1 |
| Marko Pusa            | Finland    | - | Matt Clark            | Engeland  | 3 - 1 |

#### Tweede ronde (best of 5 sets)
| Colin Monk      | Engeland   | - | John Walton           | Engeland  | 3 - 2 |
| Stefan Nagy     | Zweden     | - | Wayne Mardle          | Engeland  | 1 - 3 |
| Erik Clarys     | België     | - | Raymond van Barneveld | Nederland | 0 - 3 |
| Mensur Suljović | Oostenrijk | - | Mervyn King           | Engeland  | 1 - 3 |
| Steve Coote     | Engeland   | - | Martin Adams          | Engeland  | 1 - 3 |
| Wayne Jones     | Engeland   | - | Ted Hankey            | Engeland  | 3 - 2 |
| Co Stompé       | Nederland  | - | Bob Taylor            | Schotland | 1 - 3 |
| Tony David      | Australië  | - | Marko Pusa            | Finland   | 3 - 1 |

#### Kwartfinale (best of 9 sets)
| Colin Monk            | Engeland  | - | Wayne Mardle | Engeland  | 5 - 4 |
| Raymond van Barneveld | Nederland | - | Mervyn King  | Engeland  | 3 - 5 |
| Martin Adams          | Engeland  | - | Wayne Jones  | Engeland  | 5 - 1 |
| Bob Taylor            | Schotland | - | Tony David   | Australië | 4 - 5 |

#### Halve finale (best of 9 sets)
| Colin Monk   | Engeland | - | Mervyn King | Engeland  | 1 - 5 |
| Martin Adams | Engeland | - | Tony David  | Australië | 4 - 5 |

#### Finale (best of 11 sets)
| Mervyn King | Engeland | - | Tony David | Australië | 4 - 6 |

### Vrouwen

#### Kwartfinale (best of 3 sets)
| Trina Gulliver     | Engeland  | - | Mandy Solomons | Engeland | 2 - 0 |
| Vicky Pruim        | België    | - | Jan Robbins    | Wales    | 2 - 0 |
| Francis Hoenselaar | Nederland | - | Stacy Bromberg | USA      | 2 - 0 |
| Sandra Greatbatch  | Wales     | - | Crissy Howat   | Engeland | 2 - 0 |

#### Halve finale (best of 3 sets)
| Trina Gulliver     | Engeland  | - | Vicky Pruim       | België | 2 - 0 |
| Francis Hoenselaar | Nederland | - | Sandra Greatbatch | Wales  | 2 - 1 |

#### Finale (best of 3 sets)
| Trina Gulliver | Engeland | - | Francis Hoenselaar | Nederland | 2 - 1 |

World Cup Darts (WDF)

1977 · 1979 · 1981 · 1983 · 1985 · 1987 · 1989 · 1991 · 1993 · 1995 · 1997 · 1999 · 2001 · 2003 · 2005 · 2007 · 2009 · 2011 · 2013 · 2015 · 2017 · 2019 · 2021 · 2023
World Darts Championship (BDO)

1978 · 1979 · 1980 · 1981 · 1982 · 1983 · 1984 · 1985 · 1986 · 1987 · 1988 · 1989 · 1990 · 1991 · 1992 · 1993 · 1994 · 1995 · 1996 · 1997 · 1998 · 1999 · 2000 · 2001 · 2002 · 2003 · 2004 · 2005 · 2006 · 2007 · 2008 · 2009 · 2010 · 2011 · 2012 · 2013 · 2014 · 2015 · 2016 · 2017 · 2018 · 2019 · 2020
World Darts Championship (PDC)

1994 · 1995 · 1996 · 1997 · 1998 · 1999 · 2000 · 2001 · 2002 · 2003 · 2004 · 2005 · 2006 · 2007 · 2008 · 2009 · 2010 · 2011 · 2012 · 2013 · 2014 · 2015 · 2016 · 2017 · 2018 · 2019 · 2020 · 2021 · 2022 · 2023 · 2024 · 2025
World Darts Championship (WDF)

2022 · 2023 · 2024
World Seniors Darts Championship (WSDT)

2022 · 2023 · 2024 · 2025